# Napoléon (navire de ligne)
Pour les articles homonymes, voir Napoléon (homonymie).
Le Napoléon était un navire de ligne de la marine française construit à partir de 1848. Doté de 90 canons, il fut le premier navire de guerre au monde à disposer de la propulsion à hélice.  La vapeur devenait l'élément primordial de la propulsion tandis que la voilure deviendrait un simple auxiliaire qu'on pourrait réduire et n'utiliser qu'en cas de vent favorable pour aider la machine. Lancé en 1850 à l'arsenal de Toulon, il était le premier d'une classe de neuf bâtiments de guerre conçue par Henri Dupuy de Lôme. 

## Contexte technologique

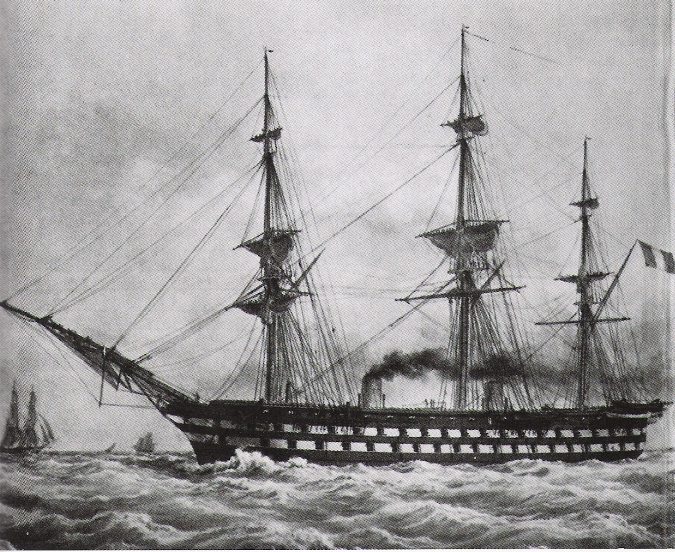

Avant l'adoption expérimentale de l'hélice dans les années 1840, la seule technologie à vapeur disponible sur les navires de haute mer était l'utilisation de roue à aubes disposées de chaque côté du navire. Mais la fragilité des roues soumises aux coups de mer, leur vulnérabilité dans les combats et les limitations qu'elles imposaient au déploiement de l’artillerie nuisait à l'utilisation de cette technique.
« Dupuy de Lôme a conçu et réalisé les plans les plus audacieux pour concevoir un navire à hélice en 1847. Son succès a rendu nécessaire pour les autres marines de construire des flottes à vapeur. Lancé en 1850 et armé en 1852 le navire atteignait une vitesse de 13,8 nœuds (25,5 km/h). Pendant la Guerre de Crimée ses performances ont attiré une grande attention à la fois de la part des adversaires et des alliés. Il  mesurait environ 73 m, il était large de 17 m et son déplacement était de 5 000 tonnes, avec deux ponts de canons. Doté d'un design audacieux mais prudent, le Napoléon était issu de l'héritage de Jacques-Noël Sané alors que de l'apparition de nouvelles techniques (vapeur) laissait entrevoir de nouvelles évolutions. » (Scientific American Supplement, No. 481, 21 mars 1885).
Outre son utilisation au combat face aux Russes, le Napoléon s'était, durant la guerre de Crimée, révélé très utile en tant que remorqueur, en permettant à plusieurs autres vaisseaux de ligne français de franchir les détroits des Dardanelles et du Bosphore en un temps record, malgré des vents contraires.

## Influence
En 1845, l'entente franco-britannique du moment fut rompue par les interventions françaises au Maroc et à Tahiti. Par ailleurs, les publications recommandant une plus forte marine (telle que Notes sur l’état des forces navales du prince François d'Orléans) et la course aux armements navals que déclencha la France, furent diversement appréciées côté britannique.
En 1846, la Royal Navy conçut un projet de navire de guerre à vapeur : le James Watt - mais il fut abandonné. Le projet servira de base de travail pour le HMS Agamemnon (1852) commandé en 1849 qui sera une véritable réponse britannique au Napoléon. Ces navires seront les précurseurs annonçant les cuirassés à coque en fer au blindage renforcé construits dix ans plus tard.
Avec l'arrivée de cette nouvelle technologie, il fut décidé en France qu’à dater du 1er janvier 1858 un navire à voiles, quel que pût être le nombre de ses canons, cesserait d’être considéré comme un navire de guerre.